# Akkent, Çal
Akkent là một thị trấn thuộc huyện Çal, tỉnh Denizli, Thổ Nhĩ Kỳ. Dân số thời điểm năm 2010 là 2.464 người.